# العلاقات البرتغالية البوليفية
العلاقات البرتغالية البوليفية هي العلاقات الثنائية التي تجمع بين البرتغال وبوليفيا.

## مقارنة بين البلدين
هذه مقارنة عامة ومرجعية للدولتين:
| وجه المقارنة                                              | البرتغال                                                  | بوليفيا                                          |
| --------------------------------------------------------- | --------------------------------------------------------- | ------------------------------------------------ |
| المساحة (كم2)                                             | 92.21 ألف                                                 | 1.10 مليون                                       |
| عدد السكان (نسمة)                                         | 10.60 مليون                                               | 11.05 مليون                                      |
| الكثافة السكانية (ن./كم²)                                 | 114.95                                                    | 10.05                                            |
| العاصمة                                                   | لشبونة                                                    | سوكري، لاباز                                     |
| اللغة الرسمية                                             | اللغة البرتغالية، اللغة الميراندية                        | اللغة الإسبانية، اللغة الأيمرية، كتشوا، غوارانية |
| العملة                                                    | يورو، اسكودو برتغالي                                      | بوليفاريو بوليفي                                 |
| الناتج المحلي الإجمالي (بليون دولار)                      | 217.57 مليار                                              | 37.51 مليار                                      |
| الناتج المحلي الإجمالي (تعادل القوة الشرائية) بليون دولار | 307.82 مليار                                              | 74.58 مليار                                      |
| الناتج المحلي الإجمالي الاسمي للفرد دولار أمريكي          | 19.22 ألف                                                 | 3.08 ألف                                         |
| الناتج المحلي الإجمالي للفرد دولار أمريكي                 | 28.76 ألف                                                 | 6.63 ألف                                         |
| مؤشر التنمية البشرية                                      | 0.830                                                     | 0.662                                            |
| رمز المكالمات الدولي                                      | +351                                                      | +591                                             |
| رمز الإنترنت                                              | .pt                                                       | .bo                                              |
| المنطقة الزمنية                                           | توقيت غرب أوروبا، توقيت غرب أوروبا الصيفي، أوروبا/لشبونة ‏ | 00                                               |

## منظمات دولية مشتركة
يشترك البلدان في عضوية مجموعة من المنظمات الدولية، منها:
| علم المنظمة | اسم المنظمة                        | تاريخ انضمام البرتغال | تاريخ انضمام بوليفيا |
| ----------- | ---------------------------------- | --------------------- | -------------------- |
|             | الاتحاد البريدي العالمي            | ?                     | ?                    |
|             | مؤسسة التنمية الدولية              | 29 ديسمبر 1992        | 21 يونيو 1961        |
|             | منظمة حظر الأسلحة الكيميائية       | ?                     | ?                    |
|             | منظمة التجارة العالمية             | ?                     | 12 سبتمبر 1995       |
|             | الأمم المتحدة                      | 14 ديسمبر 1955        | 14 نوفمبر 1945       |
|             | وكالة ضمان الاستثمار متعدد الأطراف | 6 يونيو 1988          | 3 أكتوبر 1991        |
|             | منظمة الشرطة الجنائية الدولية      | ?                     | ?                    |
|             | مؤسسة التمويل الدولية              | 8 يوليو 1966          | 20 يوليو 1956        |
|             | الاتحاد الدولي للاتصالات           | 1866                  | 1 يونيو 1907         |
|             | البنك الدولي للإنشاء والتعمير      | 29 مارس 1961          | 27 ديسمبر 1945       |
|             | يونسكو                             | 11 مارس 1965          | 13 نوفمبر 1946       |

## وصلات خارجية
- موقع وزارة الخارجية البرتغالية
- موقع وزارة الخارجية البوليفية